# Родопи (Болгарія)
Родо́пи (болг. Родопи) — село в Хасковській області Болгарії. Входить до складу общини Хасково.

## Населення
За даними перепису населення 2011 року у селі проживали 120 осіб.
Національний склад населення села:
| Національність   | Кількість осіб | Відсоток |
| ---------------- | -------------- | -------- |
| болгари          | 111            | 95,7%    |
| цигани           | 3              | 2,6%     |
| інша             | 0              | 0%       |
| Всього відповіли | 116            |          |

Розподіл населення за віком у 2011 році:
Динаміка населення: